# Order Korony Rumunii
Order Korony Rumunii (rum. Ordinul Corona României, Ordinul „Coroana României”) – odznaczenie za zasługi cywilne lub wojskowe, nadawane przez monarchów Królestwa Rumunii w latach 1881–1947, a później, do czasów obecnych, jako order domowy rumuńskiej gałęzi dynastii Hohenzollern-Sigmaringen.

## Historia
Order został ustanowiony 14 marca 1881 roku przez króla Rumunii Karola I dla uczczenia uzyskania pełnej niepodległości kraju od zwierzchnictwa Turcji i przeobrażenia dotychczasowego Księstwa w Królestwo Rumunii; do roku 1906 był drugim w kolejności starszeństwa odznaczeń państwowych, po orderze Gwiazdy Rumunii.
Zorganizowany według znanego schematu Legii Honorowej order miał pięć klas, od Wielkiego Krzyża do Krzyża Kawalerskiego, i dwie kategorie, cywilną i wojskową.
Podobnie jak w przypadku Orderu Gwiazdy Rumunii ustalono z góry liczbę posiadaczy w poszczególnych klasach: 25 kawalerów Wielkiego Krzyża, 80 Wielkich Oficerów (komandorów z gwiazdą), 150 Komandorów i 300 Oficerów. Liczba Kawalerów miała być nieograniczona.
Z góry ustalono także reguły awansu na wyższy stopień: 3 lata z kawalera na oficera, 2 lata z oficera na komandora, 5 lat z komandora na komandora z gwiazdą i dalsze 5 lat czekania na przyznanie Wielkiego Krzyża, wszystko oczywiście przy nienagannej służbie i zdobywaniu dalszych zasług. W czasie wojny i wobec cudzoziemców reguł nie stosowano .
W 1932 zwiększono limity odznaczonych do: 150 Wielkich Krzyży, 300 Wielkich Oficerów, 600 Komandorów i 1500 Oficerów, pozostawiając Kawalerów bez limitu.
Po ustanowieniu Orderu Karola I w roku 1906 Order Korony spadł na trzecie miejsce w hierarchii, po wprowadzeniu w 1916 orderu Michała Walecznego na czwarte, a po reformie systemu odznaczeń Rumunii za czasów króla Karola II, który stworzył florę nowych orderów, Korona znalazła się na ósmym miejscu, gdzie pozostała do roku 1947, do proklamacji republiki.
Istnieje do dziś jako jeden z orderów domowych rumuńskiej gałęzi Hohenzollernów. Od 2011 ustalono limity odznaczonych na: 50 Wielkich Krzyży, 160 Wielkich Oficerów, 300 Komandorów, 600 Oficerów i 1200 Kawalerów.

## Klasy

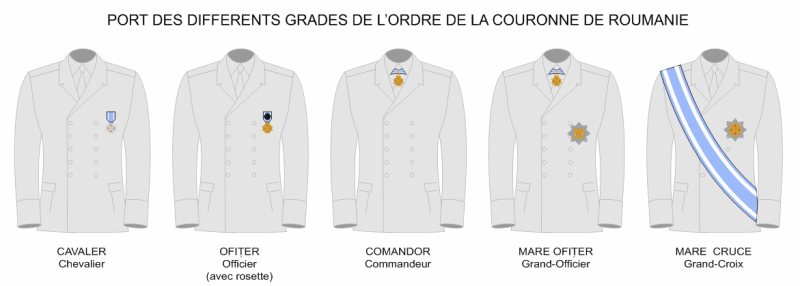
Sposoby noszenia poszczególnych klas: Kawaler, Oficer, Komandor, Wielki Oficer, Krzyż Wielki

- I klasa – Krzyż Wielki (Mare Cruce)
- II klasa – Wielki Oficer (Mare Ofițer)
- III klasa – Komandor (Comandor)
- IV klasa – Oficer (Ofițer)
- V klasa – Kawaler (Cavaler)[3][2]

## Insygnia
Insygnia orderu – oznaka i gwiazda I i II klasy (łańcucha order nie posiadał) – występują w dwóch wersjach:
- Oznaka z lat 1881–1932 to emaliowany obustronnie na czerwono z białymi bordiurami krzyż maltański bez kulek na zakończeniu ramion. W medalionie awersu umieszczona jest korona królewska, otoczona dewizą orderu „PRIN NOI ÎNȘINE” (pol. „Przez nas samych”) i z datą ustanowienia orderu „14. MARTIE 1881”, Między ramionami krzyża umieszczone są splecione inicjały założyciela orderu, Karola I. Medalion rewersu nosi daty 1866 (objęcia tronu przez Karola I), 1877 (ogłoszenia niepodległości kraju) i 1881 (ustanowienia orderu). Zawieszką oznaki tego modelu jest proste kółko.
- Gwiazda I i II klasy z lat 1881–1932 jest srebrna, ośmiopromienna i nosi na sobie przy I klasie awers oznaki orderowej, przy II klasie medalion oznaki.
- Dekoracje wojskowe posiadają przy oznakach I – V klasy miecze podłożone pod inicjały między ramionami lub pod oznakę/medalion gwiazdy I i II klasy;
- Oznaka z lat 1932–1947 to ten sam krzyż maltański emaliowany na czerwono z białymi bordiurami, ale ze zmienionym wyglądem awersu: w medalionie środkowym umieszczone są splecione inicjały założyciela odznaczenia, króla Karola I, zaś między ramionami krzyża znajdują się korony królewskie. Gwiazda I klasy nosi na sobie awers nowej oznaki orderu, a gwiazda II klasy medalion awersu otoczony czterema koronami królewskimi. Zawieszką oznaki była przy tym modelu korona królewska;
- W 1939 król Karol II wprowadził specjalny stopień dla kobiet (które przedtem nie mogły otrzymywać orderu) – Mare crucea pentru doamne (Krzyż Wielki dla Dam) z nieco mniejszymi insygniami. Przyznawany był głównie żeńskim potomkom domów panujących.
- Wstęga orderowa była początkowo niebieska z dwoma srebrnymi paskami o szer. 6 mm oddalonymi o 3 mm od brzegów. Reforma odznaczeń z 18 kwietnia 1932 pozostawiła na niebieskiej wstędze o szer. 40 mm jeden srebrny pasek o szer. 7 mm wzdłuż środka (wymiary dla IV i V klasy), a od 1938 wstęga posiadała dodatkowe złote paski wzdłuż obu krawędzi dla odznaczonych w czasie wojny. W czasie obu wielkich wojen order nadawano na wstęgach z jasnoniebieskimi krawędziami o szer. 5 mm za „Męstwo Wojskowe” (wstążka Medalu Cnoty Wojskowej). W 1941 dla III, IV i V klasy wprowadzono skrzyżowane miecze na wstążkach[5][3][6].

## Baretki
| Klasy     | Nazwa polska  | Nazwa rumuńska | Baretka w czasie pokoju 1881–1932 | Baretka w czasie pokoju 1932–1947 | Baretka w czasie wojny 1938–1947 |
| I klasa   | Krzyż Wielki  | Mare Cruce     |                                   |                                   |                                  |
| II klasa  | Wielki Oficer | Mare Ofițer    |                                   |                                   |                                  |
| III klasa | Komandor      | Comandor       |                                   |                                   |                                  |
| IV klasa  | Oficer        | Ofițer         |                                   |                                   |                                  |
| V klasa   | Kawaler       | Cavaler        |                                   |                                   |                                  |

| Klasy     | Nazwa polska  | Nazwa rumuńska | Baretka za „Męstwo Wojskowe” (I i II WŚ) | Baretka za „Męstwo Wojskowe” z mieczami | Baretka orderu domowego (aktualna) |
| I klasa   | Krzyż Wielki  | Mare Cruce     | –                                        | –                                       |                                    |
| II klasa  | Wielki Oficer | Mare Ofițer    | –                                        | –                                       |                                    |
| III klasa | Komandor      | Comandor       |                                          |                                         |                                    |
| IV klasa  | Oficer        | Ofițer         |                                          |                                         |                                    |
| V klasa   | Kawaler       | Cavaler        |                                          |                                         |                                    |

## Odznaczeni

### Polscy kawalerowie orderu
W okresie II Rzeczypospolitej Polskiej, gdy Polska pozostawała w sojuszu wojskowym z Rumunią, wielu generałom i oficerom WP został nadany Order „Korony Rumunii”.
23 maja 1929 Prezydent RP zezwolił niżej wymienionym generałom i oficerom WP na przyjęcie i noszenie odznaczenia:
- Krzyża Wielkiego:
  - gen. dyw. Daniel Konarzewski
  - gen. dyw. Edward Śmigły-Rydz
  - gen. dyw. Jan Romer
- Krzyża Komandorskiego z Gwiazdą:
  - gen. bryg. Kazimierz Fabrycy
  - gen. bryg. Kazimierz Łukoski
- Krzyża Komandorskiego:
  - płk dypl. Maciej Bardel
  - płk Antoni Buckiewicz
  - ppłk Leon Leligdowicz
  - ppłk w stanie nieczynnym Aleksander Prystor
- Krzyża Oficerskiego:
  - mjr dypl. Stefan Brzeszczyński
  - mjr Julian Grudziński
  - mjr dypl. Karol Lilienfeld-Krzewski
  - rtm. dypl. Herman Jan Jerzy Bracławski
  - kpt. Bronisław Kamieński
  - kpt. Leopold Kryzar
  - kpt. Franciszek Sawa
  - rtm. Michał Stempkowski
  - kpt. Aleksander Alfred Toczyski
  - kpt. Zygmunt Uszacki
  - kpt. Kazimierz Zabłocki

#### Odznaczeni przed 1929
- gen. broni Tadeusz Rozwadowski I kl.
- gen. broni Władysław Sikorski[8]
- Józef Wielowieyski I kl.
- Stefan Przanowski I kl. (1922)[9]
- ppłk Władysław Bzowski III kl.
- ppłk Władysław Dzióbek III kl.
- prof. Jerzy Mycielski II kl.

#### Odznaczeni po 2011
- Krzyż Wielki:
  - Lech Wałęsa (2014)[4]